# 法円坂
法円坂（ほうえんざか）は、大阪府大阪市中央区の町名。現行行政地名は法円坂一丁目および法円坂二丁目。

## 地理
大坂城の南側に位置し、一丁目に難波宮跡、二丁目に国立病院機構大阪医療センターなどがある。
上町筋と中央大通の交点となる法円坂交差点および阪神高速13号東大阪線の法円坂出入口周辺の地域名としても用いられる。

## 歴史
近世には大半が大坂城代や京橋口定番の与力・同心屋敷地となっており、上町筋沿いが上本町1丁目・2丁目（当時）、同2丁目の西側が鈴木町と呼ばれ、鈴木町には大坂代官所が置かれていた。
明治以降は兵部省の所管となり、1879年5月に法円坂町へ改称された。近代には陸軍用地として利用され、歩兵第8連隊ならびに歩兵第37連隊の所在地として知られるようになった。
現行の住居表示が実施される1979年までは本町通以南を町域としており、現在の馬場町と大手前4丁目も法円坂町に含まれていた。

### 地名の由来
地名の由来には、かつて所在した法案寺（生國魂神社の神宮寺）の転訛や、浄照坊の開祖である法円がここに邸宅を構えていたなどの諸説がある。

## 世帯数と人口
2019年（平成31年）3月31日現在の世帯数と人口は以下の通りである。
| 丁目         | 世帯数  | 人口    |
| ------------ | ------- | ------- |
| 法円坂一丁目 | 637世帯 | 1,159人 |
| 法円坂二丁目 | 123世帯 | 157人   |
| 計           | 760世帯 | 1,316人 |

### 人口の変遷
国勢調査による人口の推移。
| 1995年（平成7年）  | 2,404人 | [ 5 ] |  |
| 2000年（平成12年） | 1,962人 | [ 6 ] |  |
| 2005年（平成17年） | 1,378人 | [ 7 ] |  |
| 2010年（平成22年） | 1,162人 | [ 8 ] |  |
| 2015年（平成27年） | 1,235人 | [ 9 ] |  |

### 世帯数の変遷
国勢調査による世帯数の推移。
| 1995年（平成7年）  | 1,013世帯 | [ 5 ] |  |
| 2000年（平成12年） | 906世帯   | [ 6 ] |  |
| 2005年（平成17年） | 724世帯   | [ 7 ] |  |
| 2010年（平成22年） | 669世帯   | [ 8 ] |  |
| 2015年（平成27年） | 697世帯   | [ 9 ] |  |

## 事業所
2016年（平成28年）現在の経済センサス調査による事業所数と従業員数は以下の通りである。
| 丁目         | 事業所数 | 従業員数 |
| ------------ | -------- | -------- |
| 法円坂一丁目 | 37事業所 | 275人    |
| 法円坂二丁目 | 10事業所 | 1,539人  |
| 計           | 47事業所 | 1,814人  |

### 施設

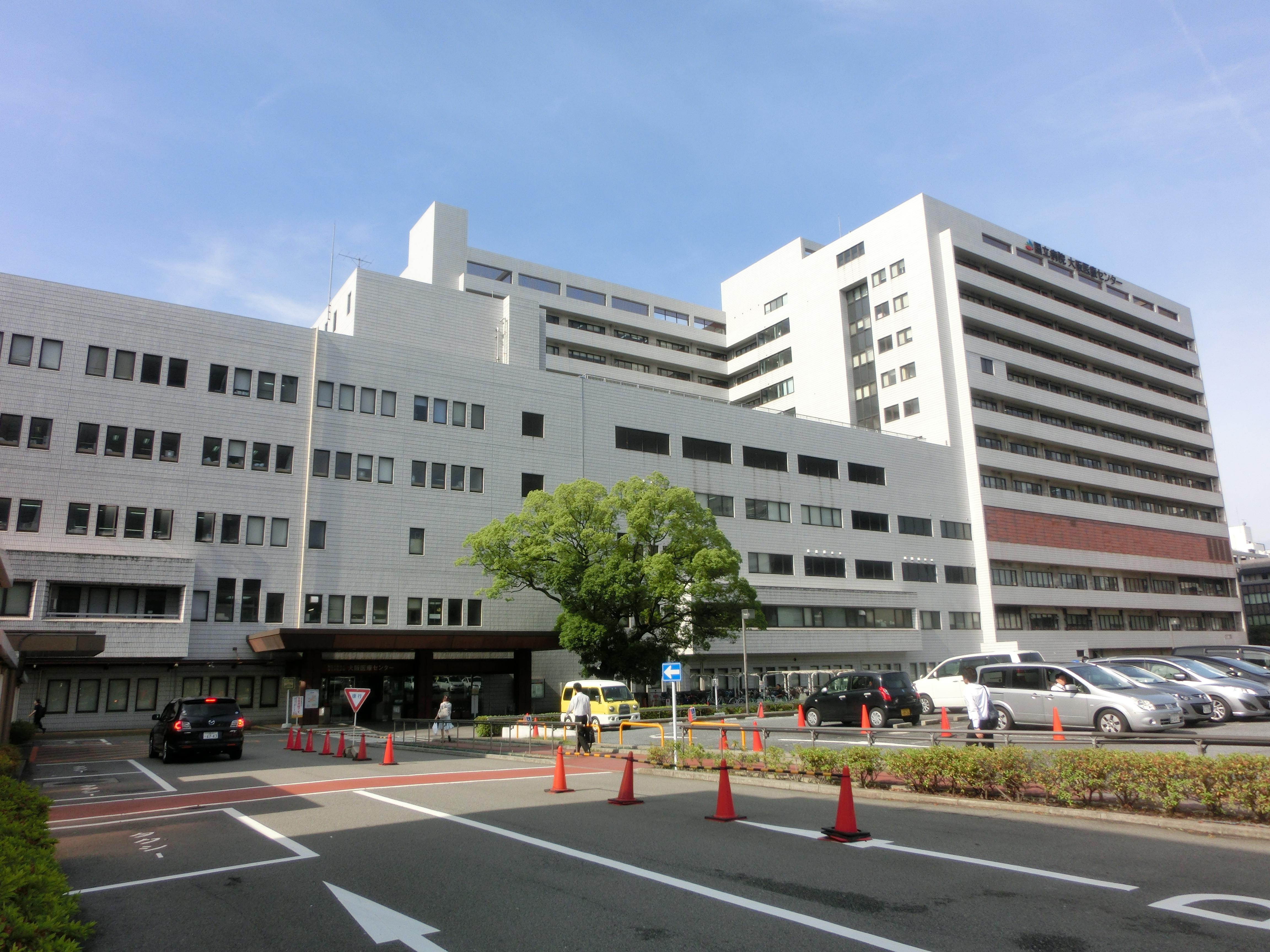
国立病院機構大阪医療センター

### 史跡
- 難波宮跡公園
- 大阪医学校跡・大阪師範学校跡
- 兵部大輔大村益次郎卿殉難報國之碑

### 医療機関
- 国立病院機構大阪医療センター

### 学校教育機関
- 大阪医療センター附属看護学校

### 商業施設
- イズミヤ 法円坂店
- ドン･キホーテ法円坂店

### かつて存在した施設
- 大阪医療センター附属視能訓練学院

## 交通

### 鉄道
- OsakaMetro谷町線・中央線「谷町四丁目駅」

### 道路
高速道路
- 阪神高速13号東大阪線 法円坂出入口・森之宮出入口

主要地方道
- 上町筋
- 中央大通

### バス
大阪シティバス
- 「大阪医療センター」・「馬場町」（以上62号系統）

## その他

### 日本郵便
- 〒540-0006[3]（集配局：大阪東郵便局[11]）